# 耶律宛
耶律宛（?—?），辽朝皇族，契丹人，辽太祖耶律阿保机之孙，耶律李胡次子。
耶律李胡曾经和义宗耶律倍、太宗耶律德光争位。太宗之子辽穆宗应历三年（953年）耶律宛与郎君嵇干、敌烈谋反，事发被捕，应历四年（954年）正月，获释。应历十年（960年），耶律宛的大哥宋王耶律喜隐谋反，耶律李胡连坐，死于狱中。义宗之孫、世宗之子辽景宗保宁元年（969年）四月，耶律宛被封为卫王。不久之后，耶律宛去世。